# Gornji Srđevići
Gornji Srđevici (szerbül:  Горњи Срђевићи), település Bosznia-Hercegovinában, Srbac községben, Bosanska krajina területén, a Szerb Köztársaságban. 

## Fekvése
Bosznia-Hercegovina északi részén, Banja Lukától légvonalban 37, közúton 53 km-re északkeletre, községközpontjától légvonalban 13, közúton 17 km-re délkeletre, a Povelić-folyó forrásvidékén, 130-200 méteres tengerszint feletti magasságban található.

## Népessége
| Nemzetiségi csoport | Népesség 1991 | Népesség 2013 |
| ------------------- | ------------- | ------------- |
| Szerb               | 565           | 432           |
| Bosnyák             | 0             | 0             |
| Horvát              | 1             | 1             |
| Jugoszláv           | 10            | 0             |
| Egyéb               | 32            | 25            |
| Összesen            | 608           | 458           |

## Története
A térség 1878-ig tartozott az Oszmán Birodalomhoz, ekkor a berlini kongresszus határozata alapján az Osztrák-Magyar Monarchia része lett. 1879-ben az első osztrák-magyar népszámlálás során a Prnjavori járáshoz tartozó Srdjevic településnek 71 háztartása és 568 ortodox lakosa volt. 1896-tól Galícia és Bukovina terüretéről nagyszámú lengyel és ruszin lakosságot telepítettek be Boszniába. A hivatalos betelepítés 1896-tól 1906-ig tartott. A település 1899 és 1901 között jött létre. A lengyel telepesek túlnyomórészt római katolikus gazdálkodók voltak Galíciából és Lodomeriából, de velük együtt jöttek görögkatolikus és keleti ortodox ruszinok is. 1910-ben a Prnjavori járáshoz tartozó Srđevići településen 162 háztartást, 758 ortodox, 136 római katolikus és 66 görög katolikus lakost találtak. A monarchia szétesésével 1918-ban előbb a Szerb-Horvát-Szlovén Királyság, majd 1929-től a Jugoszláv Királyság része. 1921-ben a községnek 197 háztartása és 1097 lakosa volt. Az 1929-es törvény értelmében, amikor Bosznia-Hercegovinát négy banovinára, Drinskára, Vrbaskára, Zetskára és Primorskára osztották, a település a Vrbaska banovina része lett, amelynek székhelye Banja Luka volt Jugoszlávia megszállása után a Független Horvát Állam (NDH) része lett. A második világháború után a település a szocialista Jugoszláviához tartozott. A háború után 1946-ban a lengyel lakosság visszatelepült Lengyelországba, míg a ruszinok főként a Vajdaság nagyobb településeire költöztek, részben pedig idővel asszimilálódtak. A daytoni békeszerződést követő területfelosztásnál a település Srbac község részeként a Szerb Köztársaság területéhez került. 

## Oktatás
A településen a sitneši „Vuk Karadžić” Általános Iskola négyosztályos területi iskolája működik.

## Nevezetességei
A Legszentebb Istenanya Születése tiszteletére szentelt görög katolikus temploma. Egyszerű, nyeregtetős, négyszögletű épület háromoldalú apszissal, melyet több hajlásszögű tető fed. A hosszanti homlokzatok nyílászárói téglalap alakúak, míg az apszis oldalain lévő ablaknyílások lunettás alakúak. A templom mellett található egy egyszerű, nyitott fémszerkezetű harangláb, melyet több hajlásszögű tető fed. A lepenicai plébánához tartozik